# Mathématiques et sciences humaines
Mathématiques et sciences humaines est une revue scientifique éditée par le Centre d’analyse et de mathématiques sociales de l’École des hautes études en sciences sociales (EHESS). 
La revue publie des articles sur l’ensemble du domaine mathématique et sciences humaines au sens large. Ainsi, elle entend contribuer à un développement des relations entre sciences de l’homme et mathématiques, tout en tenant compte du fait que les méthodes mathématiques et les techniques informatiques qui les mettent en œuvre sont bien souvent étroitement imbriquées. La revue propose des articles de nature théorique ou appliquée, apportant des résultats originaux ou de synthèse et une chronique bibliographique.
Mathématiques et sciences humaines est une revue disponible en accès libre sur le portail OpenEdition Journals.
Le dernier numéro (numéro 200) a été publié en 2012 et est un numéro spécial en l'honneur de Marc Barbut, statisticien français ayant été une figure importante de la revue. La revue semble en sommeil depuis.